# استخر (فیلم ۲۰۰۷)
«استخر» (انگلیسی: The Pool) یک فیلم درام است که در سال ۲۰۰۷ منتشر شد.